# Virgaviridae
Virgaviridae è una famiglia di virus a ssRNA positivo dell'ordine Martellivirales. Comprende virus che infettano le piante, tra cui il primo virus scoperto, il virus del mosaico del tabacco. La famiglia fu istituita nel 2007 a seguito di indagini di filogenetica molecolare.

## Struttura
Il virione, privo del peplos, è a forma di asta (da cui l'etimologia del nome della famiglia, dal latino virga, "verga"), a simmetria elicoidale con un canale assiale. Ha un diametro di 20-25 nm, il passo misura circa 2,5 nm e la lunghezza varia in base al genere. Il capside è costituito da copie multiple di una proteina di 17-24 kDa, a seconda del virus, detta CP e, nei generi Furovirus e Pomovirus, è presente all'estremità del virione un'ulteriore proteina derivante dal readthrough ribosomiale del codone di stop del gene che codifica la proteina del capside, chiamata CP-RT.

## Genoma
Il genoma è composto da singoli filamenti di RNA positivi, di numero variabile a seconda del genere. All'estremità 5' è presente un cappuccio m7GpppG e l'estremità 3', priva di una coda poliadenilata, assume la forma di un tRNA che lega la tirosina, la valina e l'istidina rispettivamente nei generi Hordeivirus, Pomovirus e Tobamovirus. Nel genere Tobravirus non lega nessun aminoacido. L'ORF di dimensioni maggiori codifica per una proteina di replicazione avente i domini della metiltransferasi, dell'elicasi. La RNA replicasi è espressa tramite readthrough come porzione C-terminale di tale proteina, fuorché in Hordeivirus, che presentano il dominio della RNA replicasi su un'altra molecola di RNA. A seconda del genere, il genoma codifica per le proteine di movimento (MP) della superfamiglia "30K" o per proteine TGB (triple gene block). L'organizzazione del genoma è diversa in base al genere.

## Tassonomia
La famiglia è stata istituita nel 2007 e comprendeva al tempo 6 generi (Furovirus, Hordeivirus, Pecluvirus, Pomovirus, Tobamovirus e Tobravirus) aventi le seguenti caratteristiche in comune:
- RNA a singolo filamento positivo con una struttura in 3' simile a un tRNA e senza coda poli-A;
- struttura a forma di asta con un diametro di 20-25 nm e unm canale centrale;
- proteina di replicazione del "supergruppo alphavirus"[7];
- proteina del capside di 19-24 kDa;
- proteine di movimento della superfamiglia 30K o codificate da TGB.

Koonin e Dolja nel 1993 eseguirono ricerche filogenetiche analizzando la RNA polimerasi RNA-dipendente (RdRp) e ottennero il supergruppo 3 RdRp che comprendeva tre linee filetiche, tra cui "Tobamo" che conteneva a sua volta, oltre ai 6 generi sopra descritti, anche Idaeovirus, Bromoviridae e Closteroviridae. Analisi più recenti sulla RdRp, sui tre domini fusi metiltransferasi-elicasi-RdRp e sull'intera proteina di replicazione confermano questa suddivisione, escludendo il genere Benyvirus il quale, benché condivida alcune caratteristiche su citate, è più lontano filogeneticamente, oltre a essere dotato di una coda poli-A e la sua polimerasi è ottenuta per proteolisi post-traduzionale.
L'analisi delle proteine di replicazione, che costituiscono buona parte dei genomi, offre il miglior albero filogenetico della famiglia, ma anche gli altri geni permettono di correlare i generi.
Nel 2015 è stato aggiunto alla famiglia un nuovo genere, Goravirus, contenente 2 specie, che mostra maggiore affinità con Pecluvirus e Hordeivirus come hanno mostrato analisi filogenetiche e delle proteine che comunque, anche data la bassa percentuale di sequenze aminoacidiche in comune e la diversa organizzazione del genoma, hanno avvalorato la creazione di un nuovo genere.